# Ernst Kozub
Ernst Kozub (* 24. Januar 1924 in Hamborn; † 27. Dezember 1971 in Bad Soden am Taunus) war ein deutscher Opernsänger (lyrischer Tenor, später Heldentenor).

## Leben
Kozub studierte an der Musikhochschule in Weimar und debütierte 1950 an der Komischen Oper Berlin als Chateauneuf in Zar und Zimmermann. 1954 wechselte er an die Frankfurter Oper und kam 1962 an die Hamburgische Staatsoper. Er gastierte, vor allem als Heldentenor (Siegmund und Siegfried aus dem Ring des Nibelungen, Parsifal 1959 in Frankfurt), an allen großen deutschen Bühnen, am Royal Opera House, der Wiener Staatsoper, der Mailänder Scala sowie in Rom, Neapel, Kairo.

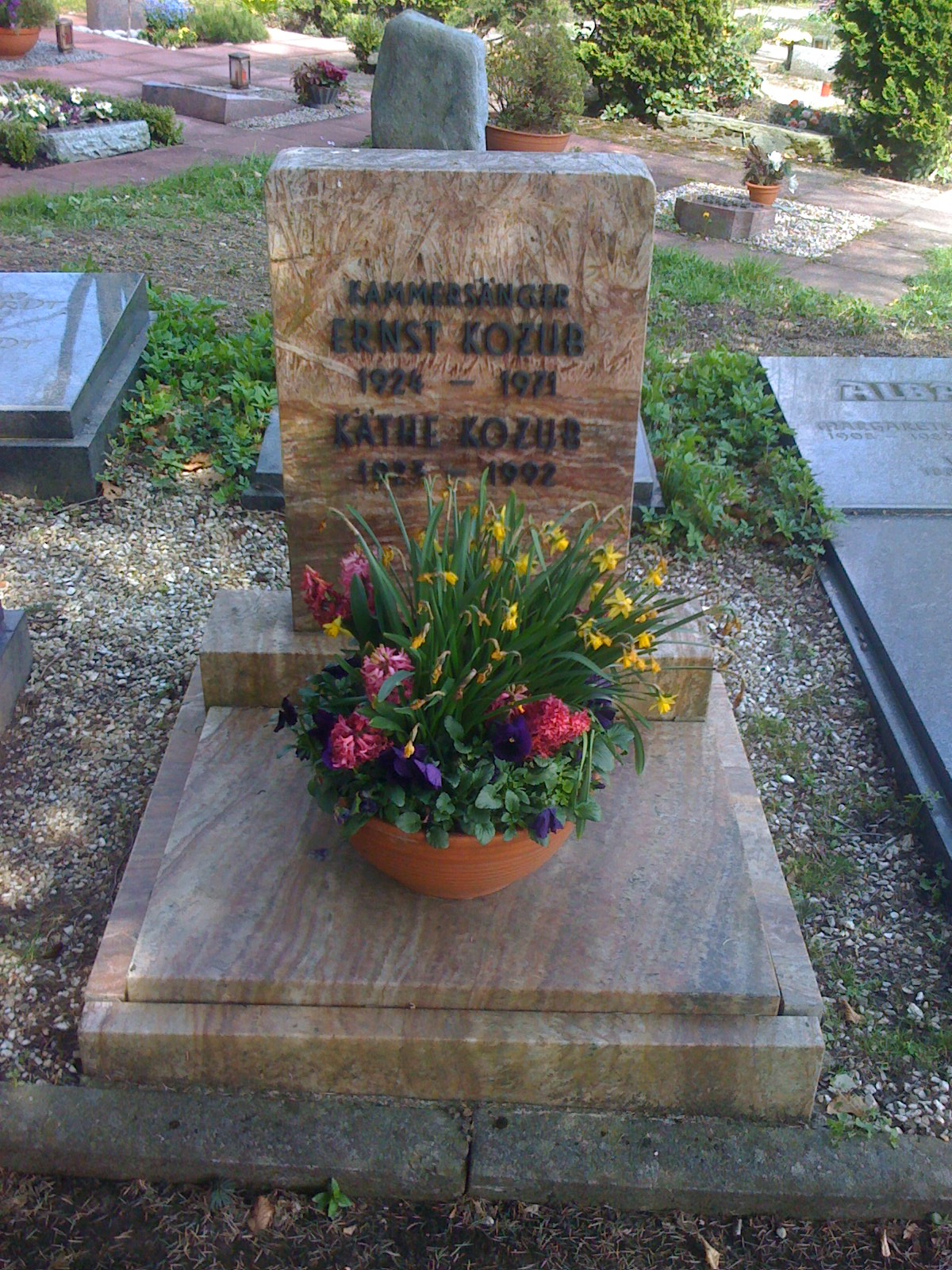
Kozubs Urnengrab auf dem Königsteiner Waldfriedhof

Nach einem Autounfall konnte er seine Karriere nur mühsam fortsetzen. Ernst Kozub starb am 27. Dezember 1971 an einer unheilbaren Krankheit. Sein Urnengrab befindet sich in Königstein im Taunus.

## Diskografie
- Die Zauberflöte, Georg Solti 1955, Urania (als Tamino)
- Tristan und Isolde, Georg Solti 1960, Decca (als Melot)
- Hoffmanns Erzählungen (auf Deutsch), Robert Wagner 1964, Philips (als Hoffmann)
- Der fliegende Holländer, Otto Klemperer 1968, EMI (als Erik)
- Der Freischütz, Leopold Ludwig 1968, Arthaus DVD/Naxos (als Max)
- Rigoletto (auf Deutsch), Horst Stein 1962, Deutsche Grammophon (als Herzog)
- La traviata (auf Deutsch), Robert Wagner 1963, Philips (als Alfred Germont)
- CD-Edition Ernst Kozub, Hamburger Archiv für Gesangskunst, 2010